# Cortinarius rubellus
Cortinarius rubellus, comúnmente conocido como la seta roja, cortinaria mortal, seta de orellana roja es una especie de hongo de la familia Cortinariaceae, nativo de los bosques templados a subalpinos de alta latitud de Eurasia y Norteamérica. Dentro del género, pertenece a un grupo conocido como los Orellani, todos ellos muy tóxicos. Su consumo provoca insuficiencia renal, a menudo irreversible. La seta es generalmente de color canela a marrón, con un sombrero cónico a convexo de 2,5 a 8 cm de diámetro, branquias adnatas y un pie de 5,5 a 11 cm de altura.

## Taxonomía
El naturalista británico Mordecai Cubitt Cooke describió Cortinarius rubellus en 1887 a partir de material recogido por un tal Dr. Carlyle en Orton Moss, cerca de Carlisle, Cumbria. Sin embargo, el nombre apenas se utilizó antes de 1980.
Cortinarius orellanoides fue descrito por Henry en 1937 a partir de setas que crecían bajo helechos (Pteridium aquilinum) y hayas en Francia, mientras que Robert Kühner y Henri Romagnesi describieron C. speciosissimus (inicialmente C. speciosus, pero ese nombre ya se había dado a otra especie de webcap) a partir de setas que crecían en musgo entre Vaccinium en bosques de pinos y abetos del Jura francés y suizo. Cortinarius rainierensis, descrita en 1950 por Alex H. Smith y Daniel Elliot Stuntz a partir de material recogido en el Parque Nacional del Monte Rainier en Estados Unidos, es un sinónimo. Klaus Høiland revisó el material de C. orellanoides y C. speciosissimus y determinó que los hongos y las esporas eran idénticos.
La única diferencia era que C. orellanoides crecía en hayas y C. speciosissimus prefería las coníferas, aunque también había encontrado esta última especie creciendo bajo hayas en Noruega. Llegó a la conclusión de que el nombre debía ser C. orellanoides, ya que era el más antiguo. Høiland y otros observaron que era probable que C. rubellus fuera también la misma especie. Sin embargo, Gasparini lo puso en duda porque en las ilustraciones originales de Cooke sobre C. rubellus, observó que las esporas tenían forma triangular o de higo y no coincidían con las descripciones de C. orellanoides o C. speciosissimus. 
Cortinarius rubellus es una de las siete especies altamente tóxicas que componen el Orellani, un subgénero dentro del género Cortinarius. En 2007, Bruno Gasparini propuso conservar el nombre C. speciosissimus frente a los otros nombres, ya que se había conocido principalmente por este nombre entre 1953 y 1980, y existían algunas dudas sobre qué nombres eran legítimos. Tanto C. rubellus como C. orellanoides carecían de espécimen tipo y existía la posibilidad de que la descripción de C. rubellus se aplicara también a Cortinarius morrisii. No hubo consenso sobre la propuesta a partir de 2022.

## Descripción
El Cortinarius rubellus tiene un sombrero de 2,5 a 8 cm de diámetro, de cónico a convexo (parcialmente aplanado a umbonado con la madurez). Su color va del leonado al marrón con márgenes más pálidos y está cubierto de finas escamas fibrosas. Las agallas son de color ocre o caramelo, cambiando a un marrón más intenso con la edad a medida que maduran las esporas.
Tienen una conexión adnata con el pie. El pie mide de 5,5 a 11 cm de alto y de 0,5 a 1,5 cm de grosor, con una base bulbosa. Es del mismo color o ligeramente más pálido que el sombrero y puede tener fragmentos amarillos del velo (cortina) adheridos a su mitad inferior. La carne es de color crema o amarillo pálido, pero más bronceada por debajo del pileipellis y en la base del tallo. Huele ligeramente a rábano y no tiene un sabor fuerte.

## Distribución y hábitat
El Cortinarius rubellus se ha registrado en bosques templados a subalpinos de altas latitudes de todo el hemisferio norte, incluido el bosque subalpino de coníferas de las montañas Yatsugatake en la prefectura de Yamanashi, Japón central.
En Norteamérica, se encuentra en la Columbia Británica y en el oeste de Washington, sobre todo en el Parque Nacional del Monte Rainier. C. rubellus está presente en Escandinavia y también en el norte de las Islas Británicas, generalmente en zonas húmedas de bosques de coníferas o mixtos de coníferas y frondosas, aunque es poco común.

## Toxicidad
El Cortinarius rubellus contiene orellanina, una potente micotoxina. El peligro de intoxicación se reconoció por primera vez en 1972 en Finlandia, donde se habían producido cuatro casos, dos de los cuales provocaron una insuficiencia renal permanente. En 1979, tres personas que estaban de vacaciones cerca de Inverness resultaron intoxicadas, tras confundirlo con el rebozuelo. Dos de las tres necesitaron trasplantes de riñón. Veintidós personas fueron envenenadas entre 1979 y 1993 en Suecia, nueve de las cuales necesitaron un trasplante de riñón tras sufrir una insuficiencia renal terminal.
Entre las especies comestibles con las que confundieron la seta estaban Craterellus tubaeformis y especies de Hygrophorus, así como rebozuelos. El Craterellus tubaeformis comestible se distingue por su sombrero en forma de embudo y las crestas en la parte inferior del sombrero, en lugar de las branquias. En 1996, una persona la comió en Austria mientras buscaba setas mágicas.
Nicholas Evans, autor de El hombre que susurraba a los caballos, su esposa Charlotte Gordon Cumming y otros dos familiares resultaron envenenados accidentalmente en septiembre de 2008 tras consumir unos hongos mortales que habían recogido durante sus vacaciones. Evans había supuesto que eran ceps, pero pasó por alto que las setas tenían branquias en lugar de poros.
Las cuatro víctimas fueron informadas de que necesitarían trasplantes de riñón en el futuro. Varios años después, Evans recibió un riñón donado por su hija Lauren. Los otros tres acabaron recibiendo trasplantes tras buscar donantes, a pesar de que Charlotte sólo había comido tres bocados de seta; fueron decisivos en la creación de la organización benéfica Give a Kidney.